# Fanden i nøtten
Fanden i nøtten er en norsk animeret stumfilm fra 1917. 
Titlen er hentet fra folkeeventyret Gutten og fanden.